# ريتشارد هدسون (لغوي)
ريتشارد هدسون (بالإنجليزية: Richard Hudson)‏ هو لغوي بريطاني، ولد في 18 سبتمبر 1939.